# Jupitrovi obroči
Jupitrove obroče sestavlja skupina koncentričnih obročev, ki v ekvatorialni ravnini obdajajo planet Jupiter v obliki tankega ploščatega diska. Jupitrovi obroči so tretji po vrsti, ki so jih odkrili v Osončju. Prej so opazili obroče okoli Saturna in Urana. Najprej so jih opazili s pomočjo sonde Voyager 1 leta 1979.  Pozneje jih je raziskovala sonda Galileo, opazili so jih tudi s pomočjo Vesoljskega teleskopa Hubble in od konca 20. stoletja tudi s površja Zemlje.
Jupitrovi obroči so slabo vidni, sestavljeni so v glavnem iz prahu. Obroči so sestavljeni iz štirih delov: notranji obroč je znan kot Halo obroč, naslednji je Glavni obroč, ki je precej svetel, vendar zelo tanek. Nato sledita še dva široka in svetla Gossamerjeva obroča. Eden izmed njiju je povezan z luno Amaltejo, drugi pa z luno Tebo.
Glavni in Halo obroč sta sestavljena iz prahu, ki je bil izvržen z lun Metis in Adrasteja kot posledica padcev meteoridov nanju. Sonda New Horizons je opazila tudi, da ima Glavni obroč bogato in fino strukturo. Obroči imajo rdečkasto barvo v vidnem delu spektra. Podobno izgledajo tudi v bližini infrardečega dela spektra. Samo Halo obroč je nevtralne ali modre barve. Velikost prašnih delcev ni enaka v vseh obročih – v Halo obroču so delci verjetno manjši od 1 μm. Celotna masa vseh obročev je okoli 1016 kg, kar je primerljivo z luno Adrastejo. Starost obročev ni znana, verjetno so se formirali že ob nastajanju Jupitra.

## Struktura obročev
| Ime obroča         | Polmer (km)     | Širina (km) | Debelina (km) | Optična globina | Delež prahu | Opombe                                         |
| ------------------ | --------------- | ----------- | ------------- | --------------- | ----------- | ---------------------------------------------- |
| Halo               | 92.000–122.000  | 30.500      | 12.500        | ~1×10−6         | 100 %       |                                                |
| Glavni             | 122.500–129.000 | 6.500       | 30–300        | 5,9×10−6        | ~25 %       | Vezan na Adrastejo                             |
| Gossamer-Amaltejin | 129.000–182.000 | 53.000      | 2.000         | ~1×10−7         | 100 %       | Povezava z Amaltejo                            |
| Gossamer-Tebin     | 129.000–226.000 | 97.000      | 8.400         | ~3×10−8         | 100 %       | Povezava s Tebo. Sega preko tirnice lune Tebe. |

Viri:

## Glavni obroč

### Struktura obroča
To je ozek in relativno tanek obroč, ki je tudi najsvetlejši med vsemi Jupitrovimi obroči. Njegov zunanji rob je na razdalji 1,806 RJ, kar je okoli 129.000 km (RJ je ekvatorialni polmer Jupitra ali 71.398 km). Po zunanjem robu tega obroča se giblje najmanjša notranja Jupitrova luna Adrasteja. Notranjega roba Glavnega obroča ne določa nobena luna. Ta rob se nahaja na razdalji 1,72 RJ (122.500 km). Širina Glavnega obroča je okoli 6.500 km, njegov izgled pa je odvisen od smeri, iz katare ga gledamo. V svetlobi, ki je razpršena pod majhim kotom v smeri svetlobnih žarkov (razprševanje naprej), svetlost počasi pada do približno 128.600 km, kar je še znotraj tirnice lune Adrasteje. Na razdalji 129.300, kar je že izven Adrastejine tirnice, pa obroča ni več opaziti. Adrasteja je torej pastirski satelit, ki se giblje po tirnici na razdalji 129.000 km. Svetlost obroča se veča proti Jupitru in doseže največjo vrednost na razdalji 126.000 km, čeprav je na razdalji 128.000 km opazna vrzel, ki jo povzroča luna Metis. Notranji rob obroča proti planetu počasi izginja na razdaljah od 124.000 do 120.000 km. Počasi preide v Halo obroč. V svetlobi, ki je razpršena pod majhnim kotom na smer svetlobnih žarkov, so vsi Jupitrovi obroči precej svetli.
V svetlobi, ki je razpršena pod velikim kotom (blizu 180°) na smer svetlobnih žarkov (razprševanje nazaj), je pogled na obroče popolnoma drugačen. Zunanji rob Glavnega obroča, ki je na razdalji 129.100 km oziroma takoj za tirnico lune Adrasteje, ima obroč precej oster konec. Tirnica Adrasteje je vidna kot vrzel v obroču. Na zunanji strani je viden manjši obroč. Na notranji strani Adrastejine tirnice je viden drugi manjši obroč, ki mu sledi vrzel neznanega izvora na razdalji okoli 128.500 km. Tretji manjši obroč se vidi znotraj centralne vrzeli, vendar zunaj tirnice lune Metis. Svetlost obroča močno pade navzven od tirnice lune Metis. V razpršeni svetlobi v obratni smeri izgleda, kot da je Glavni obroč sestavljen iz dveh ožjih obročev: prvi (ožji) se razteza na razdaljah od 128.000 do 129.000 km (vsebuje tri ozke majhne obroče) in šibkega notranjega obroča na razdaljah od 122.500 do 128.000 km (ki nima vidne strukture v razpršeni svetlobi v smeri svetlobe).
Struktura Glavnega obroča je bila odkrita s pomočjo plovila Galileo, lepo pa je vidna na posnetkih v povratno razpršeni svetlobi sonde New Horizons, narejenih februarja in marca 2007. Na posnetkih, ki so jih naredili s pomočjo Vesoljskega Teleskopa Hubble, s sondo Cassini in na Observatoriju Keck, niso opazili strukture obročev, ker so naprave imele premajhno ločljivost.
Opazovanja v povratno razpršeni svetlobi kažejo, da je Glavni obroč izredno tanek. Njegova debelina ni večja od 30 km. Debelina obroča se veča proti Jupitru na 80 do 160 km. V naprej razpršeni svetlobi izgleda, kot da je obroč debel okoli 300 km. Ena izmed pomembnih odkritij sonde Galileo so bile razširitve v Glavnem obroču, ki je debela okoli 600 km. Te razširitve rastejo proti notranjemu robu, kjer preidejo v Halo obroč. Podroben pregled slik, ki jih je posnela sonda Galileo, je pokazal, da ima Glavni obroč tudi vzdolžne spremembe v svetlosti, ki niso povezane s smerjo, iz katere gledamo. Te spremembe imajo velikost od 500 do 1.000 km.
V februarju in marcu 2007 je sonda New Horizons iskala nove manjše lune v Glavnem obroču. Ni našla lun, ki bi bile večje od 0,5 km, našla pa je sedem gruč delcev v obroču, ki krožijo znotraj tirnice Adrasteje. Da to niso majne lune, ampak gruče delcev, kaže njihova oblika, ki je razpotegnjena. Obsegajo 0,1 do 0,3°, kar odgovarja 1000 do 3000 km. Gruče so razdeljene v dve skupini, ki vključujejo po pet in dve gruči. Izvor teh gruč delcev ni znan. Krožijo blizu orbitalni resonanci 115 : 116 in 114 : 115 z luno Metis. To bi lahko bila tudi samo oblika valov, ki so nastali zaradi težnostnega vpliva lune Metis.

### Spekter in velikost delcev
Spektri, ki so jih posnele sonde Vesoljski teleskop Hubble, Galileo in Cassini ter na Observatoriju Keck, so pokazali, da so delci, ki sestavljajo Jupitrov Glavni obroč, rdeče barve (to pomeni, da je albedo večji pri večjih valovnih dolžinah). Območje spektra je med 0,5 in 2,5 μ m.
V spektru ni posebnih spektralnih črt, ki bi kazale na določeno kemijsko sestavo delcev v obroču. Spekter je zelo podoben spektrom lun Adrasteja in Amalteja. Predpostavlja se, da je večina delcev prahu v obroču velika od 0,1 do 10 μm. To tudi pojasnjuje močnejšo razpršitev vpadajoče svetlobe v smeri naprej.  Večji delci bi večji del vpadajoče svetlobe razpršili nazaj.
Optična globina (oznaka {\displaystyle \scriptstyle \tau }) za večja telesa je {\displaystyle \scriptstyle \tau _{l}\,=\,4,7\times 10^{-6}} in za prašne delce {\displaystyle \scriptstyle \tau _{s}=1,3\times 10^{-6}}.

Takšna optična globina pomeni, da je skupni presek vseh delcev v obroču približno 5000 km2. Delci v Glavnem obroču verjetno niso okrogli. Skupna masa je od 107 do 109 kg. Masa največjih teles (razen lun Metis in Adrasteja) je od 1011 do 1016 kg za telesa do velikosti približno 1 km. Ta masa se lahko primerja z maso Adrasteje (okoli 2 × 1015 kg), Amalteje (okoli 2 × 1018 kg), ali celo Lune (okoli 7,4.1022 kg).
S prisotnostjo dveh vrst delcev v obroču lahko razložimo tudi to, da se obroči v smeri vpadajoče svetlobe vidijo drugaše kot v nasprotni smeri. Drobni delci sipljejo svetlobo v glavnem v smeri vpadajoče svetlobe (naprej). Večji delci pa sipljejo svetlobo v obratni smeri (nazaj).

### Izvor
Prah, ki sestavlja obroč, se redno odnaša zaradi Poyting-Robertsonovega pojava in elektromagnetnih sil, ki nastajajo v Jupitrovi magnetosferi.
Lahko hlapljive snovi relativno hitro izparijo. Življenjska doba prašnih delcev v obroču je okoli 100 let. Zaradi tega morajo prašni delci nenehno nastajati z medsebojnimi trki (velikost teh delcev je od 1 cm do 0,5 km). in trki z večjimi telesi, ki prihajajo iz zunanjih predelov. Izvor manjših delcev je omejen na ozek pas (okoli 1000 km) v zunanjem svetlem delu Glavnega obroča, ki vključuje luni Metis in Adrasteja. Največja telesa, ki so vir za prašne delce, so lahko velika do 0,5 km. Takšno zgornjo mejo so določili s pomočjo sonde New Horizons, Vesoljski teleskop Hubble in sonda Cassini pa sta dala večjo vrednost (do 4 km). Prašni delci, ki nastajajo s trki, imajo iste parametre tirnice kot izvorno telo. Počasi se po spirali spuščajo proti Jupitru in tvorijo slaboten notranji del Glavnega obroča in Halo obroča. Ti predeli se vidijo v povratno sipani svetlobi. Starost obroča ni znana, verjetno pa je ostanek množice majhnih teles v okolici Jupitra ob njegovem nastanku.

## Halo obroč
Halo obroč je notranji in najbolj debel obroč Jupitra. Njegov zunanji rob sovpada z Glavnim obročem na približni razdalji 122.500 km (1,72 RJ). Od te razdalje postaja obroč vse debelejši. Prava debelina obroča ni znana, ker so našli delce tudi na razdalji 10.000 km od osnovne ravnine obroča. Notranji rob obroča je precej oster, nahaja se na razdalji 100.000 km (1,4 RJ), delci pa se najdejo tudi bliže, tudi na razdalji 92.000 km. Širina obroča je okoli 30.000 km. Njegova oblika je zelo podobna torusu brez kakšne vidne notranje strukture. Izgled obroča ni odvisen od osi smeri opazovanja tako, kot pri Glavnem obroču.
Halo obroč izgleda svetlejši v svetlobi, ki je sipana naprej. Svetlost je manjša kot pri Glavnem obroču. Čeprav se vertikalno razteza na več kot 20.000 km, je njegova koncentracija v ravnini obroča precej močna. V svetlobi, ki se siplje nazaj, je svetlost skoraj enaka kot pri sipanju naprej.
Spekter tega obroča se močno razlikuje od spektra Glavnega obroča. Porazdelitev pretoka v območju 0,5 do 2,5 μm je bolj sploščena kot pri Glavnem obroču. Halo obroč ni tako rdeč, možno je celo, da je modre barve.

### Izvor
Optične lastnosti obroča potrjujejo hipotezo, da ga sestavljajo delci, manjši od 15 μm. 
Vsebnost prahu potrjuje tudi malo močnejše sipanje svetlobe v smeri naprej, modra barva in pomanjkanje strukture. Prah ima verjetno izvor v Glavnem obroču. Optična globina je enaka {\displaystyle \scriptstyle \tau _{s}\,\sim \,10^{-6}}. To je primerljivo z Glavnim obročem. Velika debelina obroča je lahko posledica vzbujanja povečanja naklonov tirnice in izsrednosti zaradi elektromagnetnih sil v jupitrovi magnetosferi. Zunanji del obroča sovpada z močno Lorentzovo resonanco 2 : 3. Lorentsova resonanca je resonanca med gibanjem delca po tirnici in vrtenjem planetarne magnetosfere tako, da so obhodne dobe v razmerju celih števil. Poynting-Robertsonov pojav povroča, da se delci počasi pomikajo proti Jupitru. Odebelitve Glavnega obroča so morda na meji med  obema obročema. Obročev notranji rob je zelo blizu 2 : 1 Lorentzovi resonanci.

## Obroči Gossamer
Izraz »gossamer« pomeni nekaj kar je izredno tanko, skoraj brezsnovno. V prenesenem pomenu se uporablja tudi za tanko tkanino.
Gossamer obroč je sestavljen iz dveh manjših obročev. Prvi je povezan z luno Amaltejo, drugi pa z luno Tebo.

### Amaltejin obroč
Amaltejin obroč je zelo slabo viden, razteza se od okoli 129.000 km (1,80 RJ) do tirnice lune Amalteje (182.000 km ali 2,54 RJ). Njegovega notranjega roba ni možno natančno določiti, ker je Glavni obroč precej bolj svetel. Debelina obroča je približno 2.300 km pri tirnici Amalteje in se manjša v smeri proti Jupitru. Obroč je najbolj svetel na vrhu in na dnu ter postaja vedno bolj svetel proti Jupitru. Zunanja meja je precej ostro zaključen, posebno še na zgornjem robu. V naprej sipani svetlobi je ta obroč za okoli 30-krat šibkejši kot Glavni obroč. Nazaj sipano svetlobo sta zaznala samo teleskop na Observatoriju Keck in kamera na vesoljskem teleskopu Hubble. Nazaj sipana svetloba kaže tudi posebno strukturo kot večanje svetlosti znotraj tirnice Amalteje. Optična globina obroča je okoli 10-7, skupna masa obroča pa znaša med 107 in 109 kg.

### Tebin obroč
Ta obroč je med vsemi Jupitrovimi obroči najšbkejši. Kaže rahlo strukturo s pravokotnim presekom. Sega od tirnice lune Tebe (226.000 km ali 3,11RJ) do 129.000 km (1,8 RJ). Notranji rob ni jasno viden zaradi mnogo svetlejšega Glavnega obroča. Debelina obroča je okoli 8.400 km pri tirnici lune Teba in pada v smeri proti Jupitru. Obroč je najbolj svetel na vrhu in na dnu, svetlost pa raste proti planetu. Zunanji rob ni posebno ostro odrezan, saj se razprostira v področju preko 15.000 km. Obstaja pa komaj vidno nadaljevanje obroča čez tirnico Lune Teba. Ta del se razteza do razdalje 260.000 km (3,5RJ). V svetlobi, sipani naprej, je 3-krat šibkejši kot Amaltejin obroč. V nazaj sipani svetlobi je opazno povečanje svetlosti v notranjosti lune Teba. V letih 2002 in 2003 je sonda Galileo letela skozi Tebin obroč. Meritve so potrdile, da vsebuje delce velikosti od 0,2 do 3 μm. To potrjuje, da je obroč v glavnem sestavljen iz prahu.
Optična globina je okoli 3 x 10-8, kar je trikrat manj kot Amaltejin obroč, skupna masa pa je enaka kot pri Amaltejinem obroču.

### Izvor
Prah v Amaltejinem in Tebinem obroču ima verjetno isti izvor kot prah v Glavnem obroču in Halo obroču – luni Amalteja in Teba. Meteoriti, ki z veliko hitrostjo priletijo na površino lun, dvigujejo delce, ki se potem po spiralnem tiru zaradi Poynting-Robertsonovega pojava gibljejo vedno bliže Jupitru. Debelina je odvisna od naklonov tirnic lun.

## Raziskovanja
Obstoj Jupitrovih obročev je potrdilo že plovilo Pioneer 11 v letu 1975. Leta 1979 je Voyager 1 obroče posnel,istega leta pa je Voyager 2 opravil natančnejše meritve in našel strukturo obročev. Posebno dobre posnetke je naredila sonda Galileo med letoma 1994 in 2003. S površine Zemlje so raziskovali Jupitrove obroče na Observatoriju Keck. S plovilom New Horizons so opazovali drobno strukturo v Glavnem obroču. Leta 2002 je sonda Cassini na poti proti Saturnu opazovala tudi Jupitrove obroče.